# Vásárhelyi Edit
Vásárhelyi Edit (Perényi Károlyné, született Weckinger) (Kispest, 1923. május 5. – Budapest, 2019. február 1.)  olimpiai ezüstérmes magyar tornásznő.

## Élete
A középiskolát befejezve 1940-ben hitoktatói képesítést szerzett, iskolai hitoktatóként dolgozott. Édesapja Weckinger Lajos a Kispesti AC csatára volt, aki 1941-ben beíratta az Nemzeti Torna Egylet (NTE) Szentkirályi utcai tornatanfolyamára, ahol hamarosan kiemelték a tornaszakosztályba. 1947 és 1954 között a válogatott tagja. 1952-1978 között a Vörös Csillag Traktorgyár könyvelője. 1956-tól edző, kondicionáló tornát vezető sportvezető.

## Sportegyesületei
- 1941-ben az Nemzeti Torna Egylet,
- 1948-ban a Budapesti Postás SE,
- 1951–1954 között a Vasas SC, ahol végül sérülés miatt befejezte az aktív sportolást.

## Eredményei

### Olimpia
- Angliában, Londonban rendezték a XIV., az 1948. évi nyári olimpiai játékok női tornász döntőit, ahol csapattársa volt Karcsics Irén, Kövi Mária, Köteles Erzsébet, Balázs Erzsébet, Tass Olga, Fehér Anna, Nagy Margit
  - női összetett csapatban - ezüstérmes
- Finnországban, Helsinkiben rendezték a XV., az 1952. évi nyári olimpiai játékok női tornász döntőit, ahol csapattársa volt Bodó Andrea, Kövi Mária, Karcsics Irén, Köteles Erzsébet, Keleti Ágnes, Korondi Margit, Tass Olga
  - női összetett csapatban - ezüstérmes
  - női kéziszercsapatban – bronzérmes

### Világbajnokság
- 1951-ben a berlini főiskolás világbajnokságon összetett csapatban ezüstérmes, talajon 6.
- 1954-ben a római világbajnokságon kéziszercsapatban aranyérmes, összetett csapatban ezüstérmes.

### Országos bajnokság
- 1943-ban az országos II. osztályú bajnokság győztese
- 1947-ben, 1949-ben, 1951-ben és 1952-ben a lóugrás magyar bajnoka.

## Díjai, elismerései
- A Magyar Népköztársaság kiváló sportolója (1951)[3]
- A Magyar Népköztársaság Érdemes Sportolója (1954)[4]